# 城間繁
城間 繁（しろま しげる、1937年1月8日 - 2005年11月17日）は昭和時代の日本およびアメリカ合衆国（米国）施政権下の沖縄で活動した声楽家、作曲家。琉球大学教授。

## 経歴
1937年（昭和12年）、沖縄県首里市（現在の那覇市首里）に生まれる。1961年（昭和36年）に東京芸術大学音楽学部声楽科を卒業の後、東京混声合唱団に所属した。
1966年（昭和41年）に東京混声合唱団を退団し米国施政権下の沖縄へ帰郷、琉球大学教育学部教授に着任する。1967年（昭和42年）、琉球放送の公開番組『オキコワンワンチャンネル』内のコーナー「みんなで歌おう」内の楽曲を監修。1972年（昭和47年）5月15日の沖縄返還（本土復帰）と同日に制定された「沖縄県民の歌」を始め、県内の市町村歌や校歌、イベントのテーマソングなどを精力的に作曲し、沖縄県内の音楽文化振興に務めた。
1983年（昭和56年）に古波蔵保好・米城恵らと共同で、三線奏者で伝統組踊保存会会長の金武良章からの聞き取りを実施し若夏社から『御冠船夜話』を上梓。1986年（昭和61年）には沖縄県立芸術大学の創設に携わるが、1990年代以降は病気療養のため表立った活動が無くなり2005年（平成17年）11月17日に逝去。享年69（満68歳没）。

## 作品
- 論文『琉球民謡による6つのうた』（『琉球大学教育学部紀要』13号、1970年）[5]

### 自治体歌
- 沖縄県民の歌（作詞：宮里静湖）
- 浦添市歌（作詞：西平守功）
- 名護市民の歌（作詞：本田秀雄） - 制定時のレコードB面に独唱を吹き込んでいる。
- 今帰仁村歌（作詞：平山良明）
- 伊江村歌（作詞：野中常雄）
- 北中城村歌「清らかな心で」（作詞：野中常雄）
- 金武町歌（作詞：下門龍栄）
- 与那原町町歌（作詞：野田猛良）
- 南大東村歌（作詞：西浜良修）
- 南大東音頭（作詞：三村鴻太）

### 校歌
- 沖縄国際大学校歌（作詞：屋嘉宗克）
- 沖縄県立真和志高等学校校歌（作詞：新屋敷文太郎）
- 沖縄県立那覇工業高等学校校歌（作詞：岩瀬ひろし）
- 那覇市立城東小学校校歌（作詞：石川盛亀）
- 南城市立大里南小学校校歌（作詞：中山興真）

### その他
- LPレコード『それが輪になって 〜沖縄のともだちの歌〜』（RBCレコード／日本コロムビア）
- 泡盛上戸や働ち者（作詞：安里長祐）[6]